# سفارة بولندا في باكستان
سفارة بولندا في باكستان هي أرفع تمثيل دبلوماسي لدولة بولندا لدى باكستان. تقع السفارة في إسلام آباد وهي تهدف لتعزيز المصالح البولندية في باكستان.

## وصلات خارجية
- الموقع الرسمي
- قائمة سفارات بولندا
- قائمة السفارات في باكستان